# 委内瑞拉计划
委內瑞拉计划是委内瑞拉的一个中间偏右政党，成立于1998年。
在2003年7月30日委内瑞拉立法选举中，计划党赢得165个议会席位中的7个。2006年的立法选举该党抵制了选举。前领袖亨里克·萨拉斯·罗梅尔（Henrique Salas Römer）曾参加1998年委内瑞拉总统选举。
现任主席萨拉斯·罗梅尔之子亨里克·萨拉斯·费奥（Henrique Salas Feo），现任卡拉沃沃州长。